# Glenn Sevestedt
Glenn Börje Urban Sevestedt, född 19 januari 1954, är en svensk före detta fotbollsmålvakt som representerade Gais åren 1974–1976.
Sevestedt kom till Gais från blekingska Högadals IS inför säsongen 1973, och blev reservmålvakt bakom Kjell Uppling. Efter ett år utan seriematcher återvände han till Högadal, men då Uppling under våren 1974 skadades tvingades Gais ställa den 18-årige Kjell Spångberg mellan stolparna. Spångberg gjorde vad som kunde förväntas av honom, men Gais tog under sommaren ändå tillbaka Sevestedt från Högadal, och han övertog i Upplings frånvaro platsen som förstemålvakt från Spångberg.
Upplings skadebekymmer fortsatte även 1975 och 1976, och Sevestedt stod i majoriteten av Gais matcher 1975, då klubben åkte ur allsvenskan, och 1976, då man spelade i division II södra. 1975 togs han ut i U21-landslaget, där han gjorde en match.
Sammanlagt spelade Sevestedt 47 seriematcher för Gais innan han till säsongen 1977 lämnade klubben för spel i Karlskrona AIF, där han spelade kvar ända till 1989. När Karlskrona sommaren 1990 sparkade sin tränare Ronnie Fredriksson tog Sevestedt tillfälligt över tränarposten.
Sevestedts son, Christoffer Sevestedt, har spelat elithandboll för IFK Skövde.